# ميغيل كوتورير
ميغيل كوتورير (بالإسبانية: Miguel Couturier)‏ هو ممثل مكسيكي، ولد في 29 سبتمبر 1950 في مدينة مكسيكو في المكسيك، وتوفي بنفس المكان في 3 يناير 2012.

## أعمال

### أفلام
- (2003) حدث ذات مرة في مكسيكو[3][4]

## وصلات خارجية
- ميغيل كوتورير على موقع IMDb (الإنجليزية)
- ميغيل كوتورير على موقع ألو سيني (الفرنسية)
- ميغيل كوتورير على موقع أول موفي (الإنجليزية)
- ميغيل كوتورير على موقع قاعدة بيانات الأفلام السويدية (السويدية)
- ميغيل كوتورير على موقع قاعدة بيانات الفيلم (الإنجليزية)
- ميغيل كوتورير على موقع كينوبويسك (الروسية)